# Вильвершайд
Вильвершайд (нем. Willwerscheid) — община в Германии, в земле Рейнланд-Пфальц. 
Входит в состав района Бернкастель-Витлих. Подчиняется управлению Крёф-Баузендорф.  Население составляет 63 человека (на 31 декабря 2010 года). Занимает площадь 2,46 км².
Ближайший город - г.Кёльн (100 км)
АЭРОПОРТЫ РЯДОМ
| 26 км  | Аэропорт Франкфурт-Хан, Германия (HHN)       |
| 94 км  | Кёльн/Бонн, Германия (CGN)                   |
| 116 км | Lorraine Airport (Nancy/Metz), Франция (ETZ) |
| 117 км | Аэропорт Франкфурт, Германия (FRA)           |
| 125 км | Льеж, Бельгия (LGG)                          |